# نيكولا بيتروفيتش (مهندس معماري)
نيكولا بيتروفيتش (بالفرنسية: Nikola Petrović-Njegoš)‏ (و. 1944  م) هو مهندس معماري فرنسي، ولد في باريس.

## التعليم
تعلم في المدرسة الوطنية للفنون الجميلة
.

## جوائز
حصل على جوائز منها:
- فرسان مالطة
- Order of the Immaculate Conception of Vila Viçosa [الإنجليزية]‏
- وسام القديسين موريس ولعازر [الإنجليزية]‏
- نيشان البشارة المقدسة  [لغات أخرى]‏
- وسام جوقة الشرف من رتبة فارس